# Лисно (озеро)
Лисно (бел. Лісна) — озеро в Верхнедвинском районе Витебской области на границе с Россонским районом; северный берег озера граничит с Себежским районом Псковской области. Расположено в 42 км к северо-востоку от Верхнедвинска, входит в Себежскую группу озёр.

## Описание
Лисно относится к числу неглубоких озёр. Котловина подпрудного типа вытянута с севера на юг на 7,8 км. Береговая линия имеет простые и плавные очертания. На западе и юге склоны надводной части высокие (до 15-20 м), крутые, нередко обрывистые, юго-западные достигают высоты 30 м и круто обрываются к урезу воды. Северные и восточные склоны не выражены — они представляют собой заболоченную пойму, покрытую редким сосновым лесом.
На озере несколько островов. Самый большой — расположенный в южной части озера — остров Лисинянский, отделяющий от основного зеркала интенсивно зарастающий залив.
Через озеро протекает река Свольна (бассейн Западной Двины), впадает река Старая. С озером Освейским соединяется через канал Дегтярёвка, протекающий через озеро Припищи (Россия).

## Растительный мир
Небольшие глубины озера и широкая литораль способствуют интенсивному зарастанию озера. Полоса растительности практически повсеместно достигает 100—200 м. Сплошное зарастание отмечено в заливе у восточного берега, который практически полностью отделён от озера островом Лисинянский. Глубина распространения подводных макрофитов достигает 2 м, и лишь изредка до 2,6 м.

## Животный мир
Ихтиофауна озера лещёво-щучье-линёвая. Кроме того, в озере водятся окунь, плотва, судак, сом, угорь, карась. Ведётся периодический промышленный лов рыбы.

## Экология
Берега озера слабо заселены. В пределах водозабора отсутствуют промышленные предприятия, а широкая полоса леса вокруг задерживает сельскохозяйственное загрязнение. Все это обуславливает высокое качество воды и привлекает туристов.
С 1995 года озеро и прилегающие леса вошли в состав ландшафтного заказника республиканского значения «Красный бор» (бел. «Чырвоны бор»).